# Еберсдорф (Доња Саксонија)
Еберсдорф (њем. Ebersdorf) општина је у њемачкој савезној држави Доња Саксонија. Једно је од 57 општинских средишта округа Ротенбург (Виме). Према процјени из 2010. у општини је живјело 1.103 становника. Посједује регионалну шифру (AGS) 3357012.

## Географски и демографски подаци
Еберсдорф се налази у савезној држави Доња Саксонија у округу Ротенбург (Виме). Општина се налази на надморској висини од 14 метара. Површина општине износи 28,8 km². У самом мјесту је, према процјени из 2010. године, живјело 1.103 становника. Просјечна густина становништва износи 38 становника/km².

## Међународна сарадња
| Мјесто | Држава               | Врста сарадње | Од    |
| ------ | -------------------- | ------------- | ----- |
| Фалмут | Уједињено Краљевство | контакт       | 2000. |
| Извор  |                      |               |       |